# Айн-аль-Тіна (нохія)
Айн-аль-Тіна (араб. ناحية عين التينة) — нохія у Сирії, що входить до складу району Аль-Хаффа провінції Латакія. Адміністративний центр — м. Айн-аль-Тіна.
| Сирія | Це незавершена стаття з географії Сирії. Ви можете допомогти проєкту, виправивши або дописавши її. |